# Адрадос
Адрадос (ісп. Adrados) — муніципалітет в Іспанії, у складі автономної спільноти Кастилія-і-Леон, у провінції Сеговія. Населення — 165 осіб (2010).
Муніципалітет розташований на відстані близько 110 км на північ від Мадрида, 46 км на північ від Сеговії.

## Демографія
Динаміка населення (INE ):

## Галерея зображень

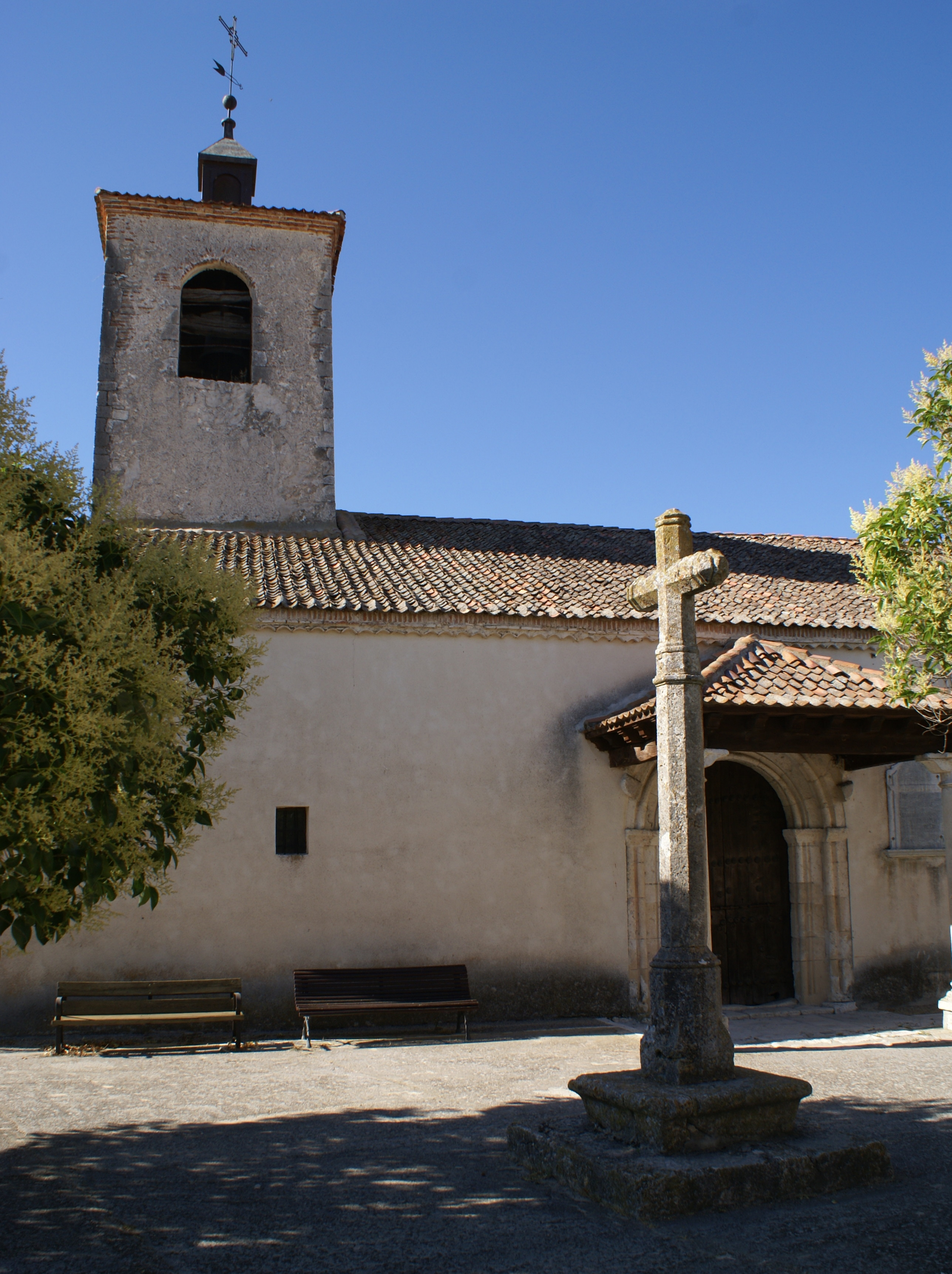
Церква Ла-Натівідад-де-Нуестра-Сеньйора